# カトリック相浦教会
カトリック相浦教会（カトリックあいのうらきょうかい）は、長崎県佐世保市にある、キリスト教（カトリック）の聖堂。
当教会の主任司祭は、カトリック長崎大司教区佐世保地区の地区長を兼務している。

## 解説
急な坂を上った先の高台にある。
坂の途中に踊り場があるが、そこからヘアピンカーブの要領で上る一方通行の通路となっているため、上る際は注意を要する。
司祭館横にはかつて相浦聖母幼稚園があったが廃園、現在は「ヨゼフ館」という集会場となっている。